# ريكاردو سانزول
ريكاردو سانزول (بالإسبانية: Ricardo Sanzol)‏ (8 أبريل 1976 ببنبلونة في إسبانيا - ) هو لاعب كرة قدم إسباني في مركز حراسة المرمى. لعب مع أوساسونا ونادي ألباسيتي ونادي إيركوليس وأوساسونا ب.

## وصلات خارجية
- ريكاردو سانزول على موقع قاعدة بيانات كرة القدم.إي يو (الإنجليزية)
- ريكاردو سانزول على موقع Soccerway.com (الإنجليزية)